# Jordan Donica
Jordan Donica, född 18 april 1994 i Indianapolis i Indiana, är en amerikansk skådespelare och sångare. Han gjorde sin officiella Broadwaydebut år 2016, då han spelade rollen som Raoul i musikalen The Phantom of the Opera (inhopparroll). Han har sedan dess även spelat rollen som Freddy Eynsford-Hill i My Fair Lady, och Sir Lancelot i Camelot.
Donica har även medverkat på TV, bland annat i Blue Bloods och Charmed, där den sistnämnda serien är en reboot på TV-serien Förhäxad. I Blue Bloods spelar han rollen som Joshua Taylor, medan han spelar rollen som Jordan Chase i Charmed.

## Filmografi (i urval)

### TV-serier
- 2017 – Curb Your Enthusiasm (TV-serie)
- 2019 – Blue Bloods (TV-serie)
- 2019–2022 – Charmed (TV-serie)

### Teaterframträdanden
- 2013 – Romeo och Julia
- 2013 – Les Misérables
- 2014 – Jesus Christ Superstar
- 2015 – Into the Woods (även 2019)
- 2015 – South Pacific
- 2016–2017 – The Phantom of the Opera (även 2022)
- 2017 – Hamilton
- 2018–2019 – My Fair Lady
- 2019 – Camelot (även 2023)
- 2023 – Rent